# 호프 불변량
호모토피 이론에서 호프 불변량(Hopf不變量, 영어: Hopf invariant)은 특정한 차원의 두 초구 사이의 연속 함수를 분류하는 정수이다.

## 정의
연속 함수
{\displaystyle f\colon \mathbb {S} ^{2n-1}\to \mathbb {S} ^{n}}
가 주어졌다고 하자. 그렇다면 {\displaystyle \mathbb {S} ^{2n-1}=\partial \mathbb {D} ^{2n}}이므로 이를 사용하여 CW 복합체
{\displaystyle \mathbb {D} ^{2n}\cup _{f}\mathbb {S} ^{n}}
를 정의할 수 있다. 이는 1개의 0차원 세포 · 1개의 {\displaystyle n}차원 세포 · 1개의 {\displaystyle 2n}차원 세포를 갖는다.
{\displaystyle n=1}일 경우, 이러한 함수는 브라우어르 차수에 의하여 완전히 분류된다. 만약 {\displaystyle n\geq 2}라면, 세포 코호몰로지를 사용하여 CW 복합체의 코호몰로지를 바로 계산할 수 있다.
{\displaystyle \operatorname {H} ^{k}(\mathbb {D} ^{2n}\cup _{f}\mathbb {S} ^{n};\mathbb {Z} )={\begin{cases}\mathbb {Z} =\langle 1\rangle &k=0\\\mathbb {Z} =\langle \alpha \rangle &k=n\\\mathbb {Z} =\langle \beta \rangle &k=2n\\0&n\neq 0,n,2n\end{cases}}}
코호몰로지는 등급환을 이룬다. 이 경우, 코호몰로지류의 합곱은 등급 때문에 다음과 같은 꼴이어야 한다.
{\displaystyle \alpha \smile \beta =\beta \smile \beta =0}
{\displaystyle \alpha \smile \alpha =h_{f}\beta \qquad (h_{f}\in \mathbb {Z} )}
이 정수 {\displaystyle h_{f}\in \mathbb {Z} }를 {\displaystyle f}의 호프 불변량이라고 한다.
이는 초구의 호모토피 군으로부터 무한 순환군으로 가는 군 준동형을 이룬다.
{\displaystyle h\colon \pi _{2n-1}(\mathbb {S} ^{n})\to \mathbb {Z} }

## 성질
상수 함수의 호프 불변량은 0이다.
유리수 호모토피 이론 등에 의하여, 호모토피 군 {\displaystyle \pi _{2n-1}(\mathbb {S} ^{n})}은 유한한 아벨 꼬임 부분군과 무한 순환군의 직합이다. 꼬임 부분군은 물론 호프 불변량 준동형 아래 0으로 대응된다.
호프 불변량 준동형의 치역은 다음과 같다.
{\displaystyle h(\pi _{2n-1}(\mathbb {S} ^{n}))={\begin{cases}\mathbb {Z} &n=2,4,8\\2\mathbb {Z} &n\geq 2,n\neq 2,4,8\end{cases}}}
즉, {\displaystyle n=2,4,8} (실수체 위의 노름 나눗셈 대수들의 차원)인 경우, 호프 올뭉치가 존재하여 {\displaystyle h=1}이 가능하며, 그렇지 않은 경우 호프 불변량은 항상 짝수이다.

### 호프 함수
호프 불변량이 1인 함수를 호프 함수(영어: Hopf map)라고 한다. 이들은 구체적으로 다음과 같다. 우선 {\displaystyle K\in \{\mathbb {C} ,\mathbb {H} ,\mathbb {O} \}}가 실수체 위의 노름 나눗셈 대수 (복소수체, 사원수 대수, 팔원수 대수 가운데 하나)라고 하자. 그렇다면, {\displaystyle K} 위의 사영 직선
{\displaystyle \mathbb {P} _{K}^{1}={\frac {K^{2}}{(a,b)\sim (ca,cb)}}=K\sqcup \{{\widehat {\infty }}\}\cong \mathbb {S} ^{\dim _{\mathbb {R} }K}}
및 {\displaystyle K^{2}} 속의 단위 노름 초구
{\displaystyle \mathbb {S} (K^{2})=\{(a,b)\in K^{2}\colon |a|^{2}+|b|^{2}=1\}\cong \mathbb {S} ^{2\dim _{\mathbb {R} }K-1}}
를 정의할 수 있다. 그렇다면,
{\displaystyle \mathbb {S} (K^{2})\to \mathbb {P} _{K}^{1}}
{\displaystyle (a,b)\mapsto [a:b]\in \mathbb {P} _{K}^{1}}
는 호프 함수를 이룬다.

## 역사
호프 불변량의 개념은 하인츠 호프가 호프 올뭉치를 연구하는 과정에 1935년에 발견하였다.
1960년에 존 프랭크 애덤스는 호프 불변량이 1인 경우는 2, 4, 8차원 호프 올뭉치 밖에 없다는 것을 보였다. 이후 1966년에 애덤스와 마이클 아티야는 이를 위상 K이론을 사용하여 재증명하였다.

## 같이 보기
- 호프 올뭉치